# Notogrammitis heterophylla
Notogrammitis heterophylla är en stensöteväxtart som först beskrevs av Jacques-Julien Houtou de La Billardière, och fick sitt nu gällande namn av Barbara S. Parris. Notogrammitis heterophylla ingår i släktet Notogrammitis och familjen Polypodiaceae. Inga underarter finns listade.